# 대한민국 헌법 제91조
대한민국 헌법 제91조는 국가안전보장회의 설립과 운영에 관한 대한민국 헌법의 조항으로, 총 3항으로 되어있다.

## 조항
①국가안전보장에 관련되는 대외정책,군사정책과 국내정책의 수립에 관하여 국무회의의 심의에 앞서 대통령의 자문에 응하기 위하여 국가안전보장회의를 둔다.

②국가안전보장회의는 대통령이 주재한다.

③국가안전보장회의의 조직,직무범위 기타 필요한 사항은 법률로 정한다.

## 내용
국가원로자문회의, 민주평화통일자문회의, 국민경제자문회의와 다르게 의무적으로 두어야 하는 회의이다.